# Nicoleta Voica
Nicoleta Voica (n. 25 aprilie 1956, Reșița, Caraș-Severin) este o interpretă de muzică populară din Banat.

## Biografie
Pasionată de mică de muzica și dansul popular, solista a avut ca punct de pornire în carieră, concursul "Floarea din grădină", când, la numai 18 ani, a cucerit trofeul. Au urmat înregistrări la radio, apariții televizate și înregistrarea primului disc din carieră, în anul 1978, intitulat "Eu mi-s floarea florilor".

## Discografie

### Electrecord
- 1978 - EPC 10.599 - Eu mi-s floarea florilor (solo)
- 1981 - EPE 1908 - Tineri interpreți bănățeni (colectiv)
- 1985 - ST-EPE 02801 - Dragu-mi-i, de nana Ion (solo)
- 1986 - ST-EPE 02881 - Autografe muzicale, volumul 5 (colectiv)
- 1986 - STC 00355 - Autografe muzicale, volumul 5 (colectiv)
- 1986 - ST-EPE 03089 - Carașule, valea ta (solo)
- 1991 - ST-EPE 04025 - Lume, cât am iubit (solo)
- 1991 - STC 00757 - De patimă și de dor (solo)
- 1993 - ST-EPE 04259 - Doina-mi cânt, sub cer străin (solo)
- 1993 - MC 00927 - Doina-mi cânt, sub cer străin (solo)
- 1996 - EDC 213 - DJ Phantom - 2 Fire 2 Pa-Yeah (colectiv)
- 1999 - EDC 186 - Meet Romania, volumul 2 (colectiv)

### Eurostar
- 1993 - ST-CS 0230 - La o margine de lume (solo)
- 2000 - E 117 - Doine și cântece din Banat (solo)
- 2000 - E 117 - Bănățean mi-i numele (solo)
- 2010 - E 571 - Best of Banat (colectiv)

### Studio Recording
- 199? - Bade, de peste Caraș (solo)

### Personal 101
- 1991 - Traiul din copilărie (duet)
- 1993 - Lăstărel de pe Caraș (solo)

### Vox Banat
- 1996 - CDSR 0006 - Lume, ți-am cântat așa (solo)

### Nicoleta Voica
- 2000 - CDNV 0001 - Am crescut fecior și fată (solo)
- 2001 - CDNV 0002 - Ce ți-i viața, pe pământ (solo)

### Media Pro Music
- 2006 - Maria Cîrneci și prietenii (colectiv)

### Audiotim
- 2007 - CDAR 414 - Mi-s bănățană cu fală (solo)
- 2007 - CDAR 415 - Cânt la lume, că mi-i dragă (solo)
- 2007 - CDAR 416 - Ce-i al meu, nu-mi mai ia nime' (solo)

### Roton
- 2008 - Cântece bănățene (colectiv)

### Mamitzu Production
- 2008 - Eduard Leancă și prietenii (colectiv)

## Concerte
În deceniile de activitate artistică ale Nicoletei Voica, artista a susținut mii de concerte atât în regiunea ei Banat, cât și în țară sau peste hotare. 
| Nr. Crt. | Data concertului  | Localitatea | Locația exactă | Observații                                                       |
| -------- | ----------------- | ----------- | -------------- | ---------------------------------------------------------------- |
| 1.       | 10 februarie 1982 | Timișoara   | Sala Olimpia   | Au fost susținute două concerte începând cu orele 17:00 și 20:00 |
| 2.       | 6 septembrie 1983 | Timișoara   | Parcul Rozelor | Concert cu începere de la ora 18:00                              |
| 3.       | 21 iunie 1984     | Timișoara   | Parcul Rozelor | Concert cu începere de la ora 19:00                              |
| 4.       | 21 ianuarie 1987  | Timișoara   | Sala Olimpia   | Au fost susținute două concerte începând cu orele 16:00 și 18:30 |
| Exemplu  | 11 mai 1988       | Timișoara   | Sala Olimpia   | Au fost susținute două concerte începând cu orele 17:00 și 20:00 |